# Rusnė (rameno delty)

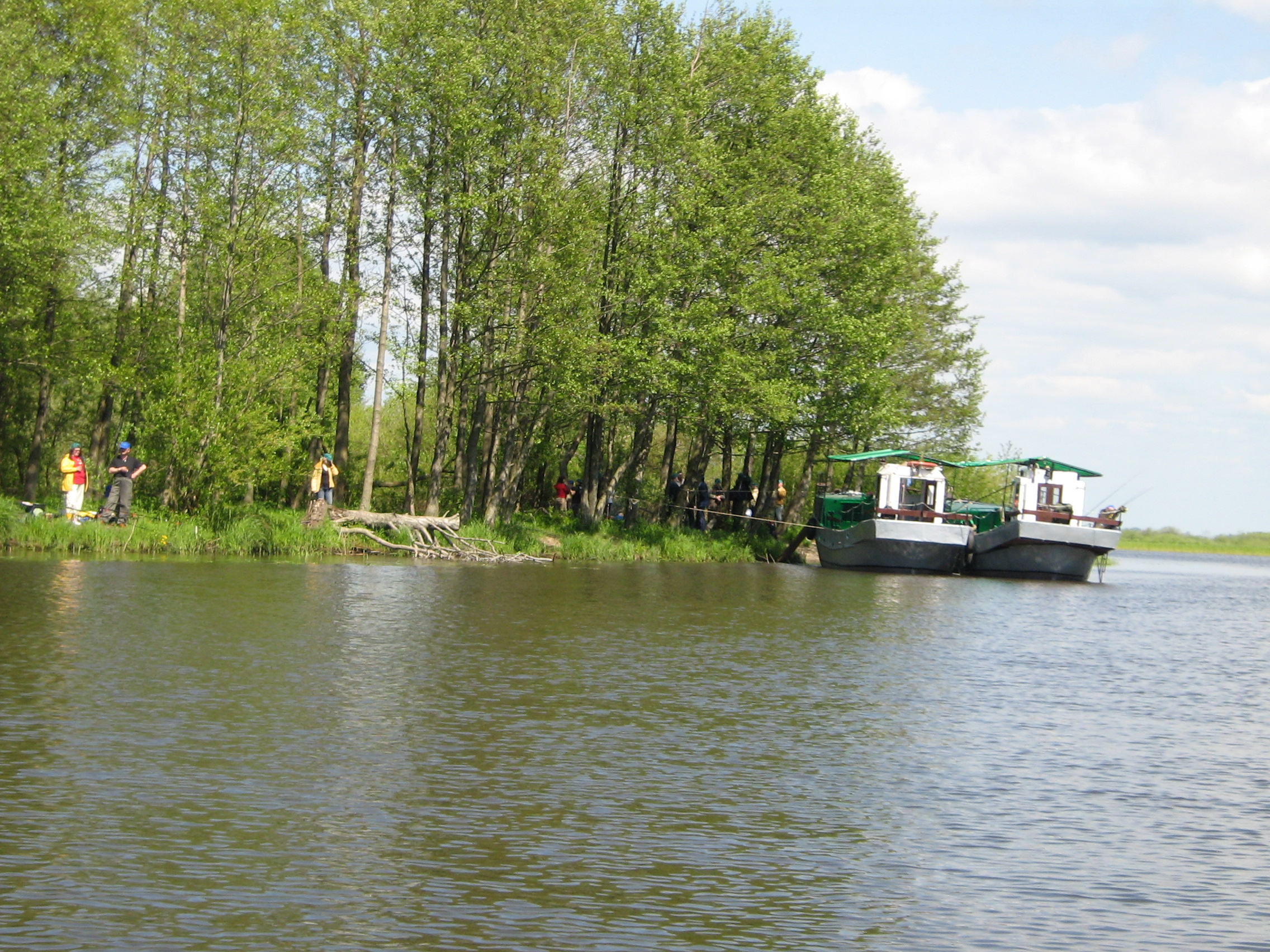
Rameno delty Rusnė

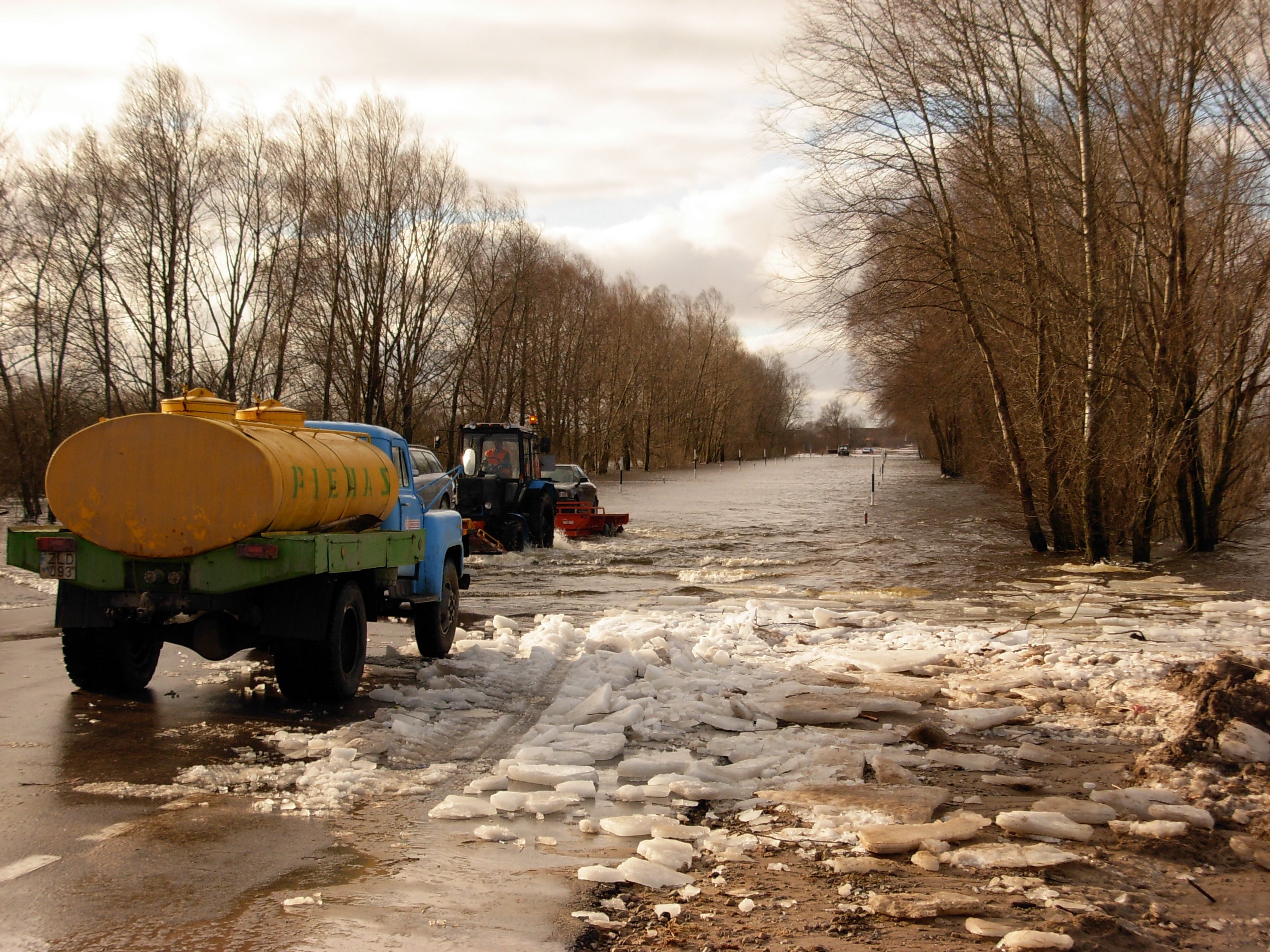
Každoroční povodně zaplavují silnice v Pomoří

Rusnė (německy Ruß nebo Russ) začíná po oddělení ramene delty Němenu u vsi Nausėdai (okres Pagėgiai) v místě, kde se odděluje rameno Gilija (rusky Матросовка), 10 km po proudu od města Panemunė, 8 km na západ od "okresního" města Pagėgiai. Rusnė teče na území Regionálního parku Němenské delty severozápadním směrem, u vsi Girininkai tvoří zákrut vypouklý na jihozápad. Středem ramene jde státní hranice mezi Litvou a ruskou Kaliningradskou oblastí. U samého města Rusnė se dále rozděluje na ramena Atmata a Skirvytė, přičemž hned po 100 m se od Skirvytė (již na území města) dále odštěpuje Pakalnė. Rusnė si s sebou odnáší 82 % z průtoku Němenu, proto je považována za pokračování Němenu a někde bývá proto chybně označována ještě jako Němen.
Průměrná šířka koryta ramene je 200 m, největší je u vsi Paleičiai: 500 m, průměrná hloubka je 3 m, největší: 7,9 m; průměrná rychlost toku je 0,6 m/s, v období povodní kolem 1,0 m/s, průměrný spád je 8 cm/km.
Úroveň hladiny závisí od množství srážek, ucpání koryta nánosem ker (nejčastěji se tvoří v rameni Gilija a v rameni Rusnė na soutoku s řekou Gėgė u vsi Karceviškiai) a úrovně hladiny v Kurském zálivu. V době záplav úroveň hladiny stoupne obvykle o 6 - 6,6 m oproti normálu v horním toku a o 3 m oproti normálu v dolním toku. Rameno se rozvodní o 0,5 km v oblasti kolem Galzdonů a o 6 km u městysu Šilgaliai (přičemž zcela pohltí koryto přítoku Gėgė), kde území zatopí 1 - 2 metrovou vrstvou vody. Zdejší poldery ochraňují jen před letními záplavami. Celý levý břeh ramene před záplavami chrání vysoký násep (na výstavbu (v některých místech na opravu) podobného náspu na pravém břehu) se po dlouhá léta - již od předminulého století - nedostává financí). V rameni se během roku uloží značné množství nánosů, které jsou pravidelně odstraňovány říčními bagry.

## Fauna
Rusnė je rybnatá. Vyskytují se například:
- Candát obecný Sander lucioperca
- Cejn velký Abramis brama
- Podoustev říční Vimba vimba
- Koruška evropská Osmerus eperlanus eperlanus
- Mník jednovousý Lota lota
- Sumec velký Silurus glanis
- Losos atlantský Salmo salar
- Štika obecná Esox lucius
- Okoun říční Perca fluviatilis

a mnoho dalších. Rybáři zde potřebují rybářský lístek a osobní doklad potvrzující totožnost.

## Plavba
Navigace trvá 230 dní v roce. Kdo chce plavat vlastním motorovým říčním plavidlem, potřebuje příslušná povolení pohraničníků a ochranářů Ž.P. a samozřejmě i osobní doklad, potvrzující totožnost. (V oblasti má mnohaletou tradici (již několik století) pašeráctví).

## Přítoky
- pravé: Gėgė, Veižas, Leitė